# Șapte Seri
Șapte Seri este un ghid săptămânal de petrecere a timpului liber și de informație culturală.
Ghidul Șapte Seri a fost lansat în anul 1998, reprezentând primul ghid gratuit de informare lansat pe piața românească, cu o invesțitie de 10.000 Euro, un tiraj de 17,000 de exemplare, un conținut de 16 pagini color și o echipă redacțională de 5 persoane.
În noiembrie 2007, ghidul era publicat în București și alte 11 orașe: Craiova, Covasna, Pitești, Timișoara, Oradea, Cluj, Sibiu, Târgu-Mureș, Brașov și Valea Prahovei, Iași și Constanța.
În iunie 2007, ghidul a lansat și o versiune pentru telefonul mobil.